# Механизм удаления гильз

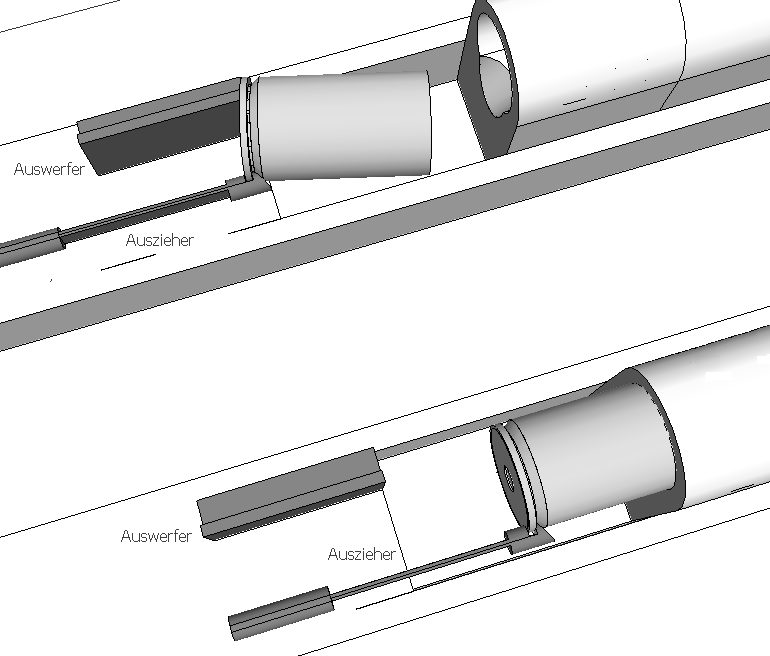
Работа одного из вариантов механизма удаления гильз. Видны выбрасыватель и жёсткий отражатель.

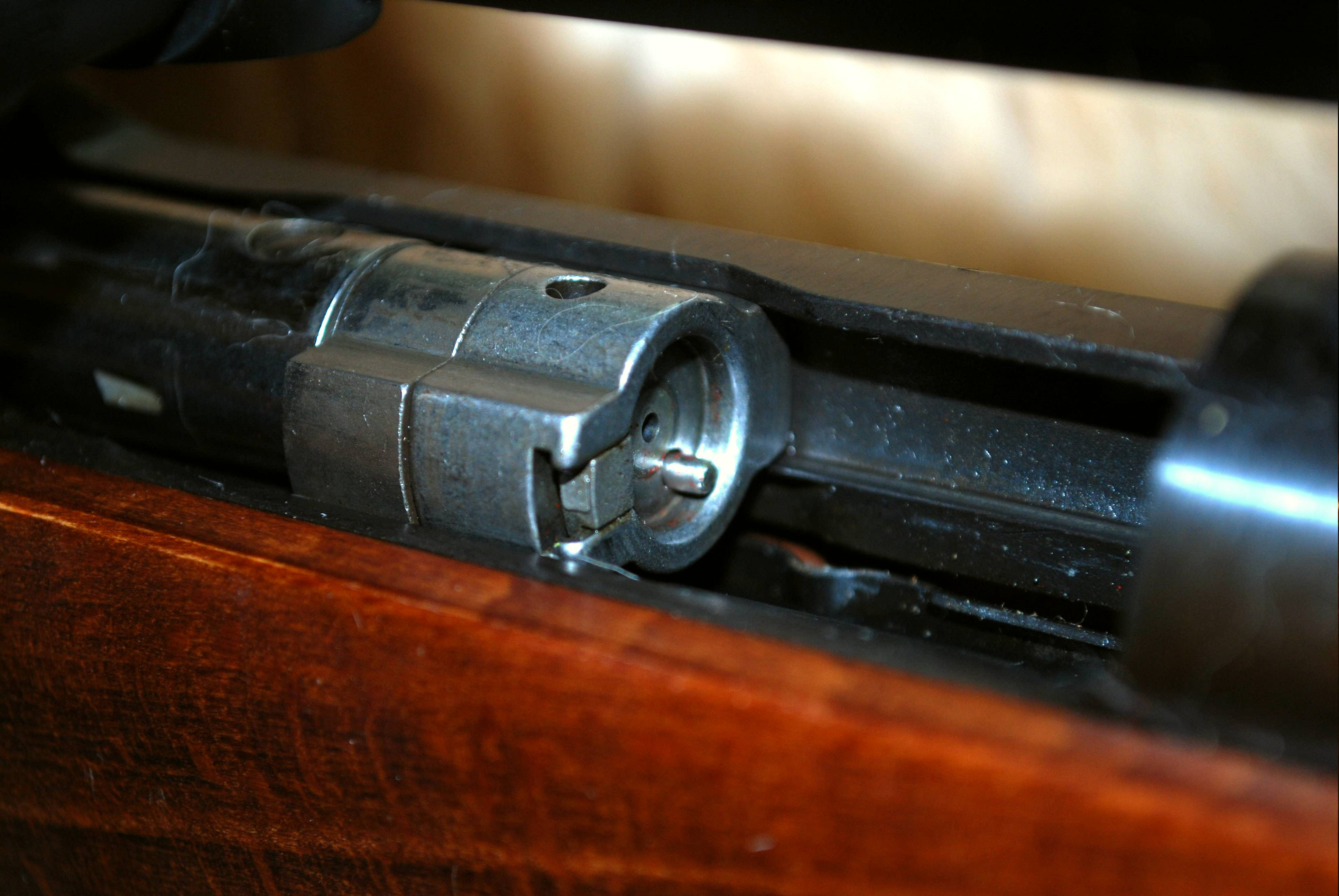
Чашечка затвора с выбрасывателем (слева) и пружинным отражателем (справа).

Механизм удаления гильз в огнестрельном оружии служит для извлечения (экстракции) стреляных гильз и осечных патронов из патронника и удаления их за пределы оружия (эжекции). Состоит из двух основных устройств — выбрасывающего устройства, основу которого составляет собственно выбрасыватель, и отражающего устройства, главной деталью которого является отражатель.
Выбрасыватель, он же экстрактор — деталь оружия, обеспечивающая извлечение стреляной гильзы или патрона из патронника и её удержание до момента её встречи с отражателем (эжектором).
Отражатель, он же эжектор — деталь оружия, которая придаёт извлечённой из патронника выбрасывателем гильзе скорость и направление полёта такие, что она покидает оружие, обычно через специальное окно в ствольной коробке.
Успешная работа механизма удаления гильз является важнейшей составной частью общей надёжной работы оружия в целом, так как устранение задержки, связанной с неизвлечением гильзы, требует как правило больших затрат времени, что значительно снижает боевые качества оружия. Вместе с тем, выбрасыватель относится к деталям оружия, подверженным наиболее частой поломке.

## Устройство и принцип работы

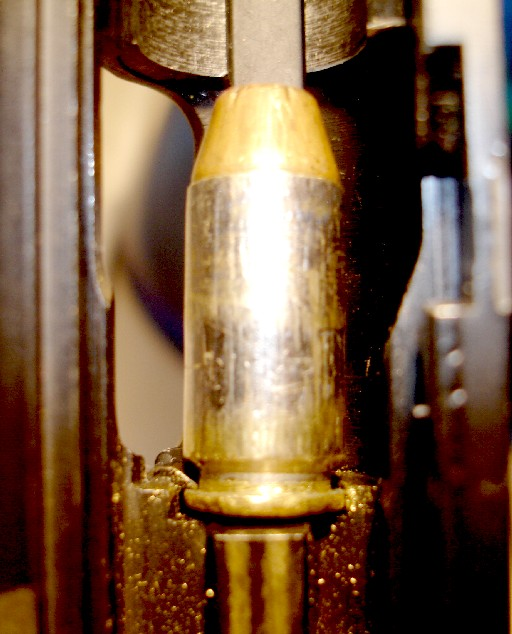
Патрон, удерживаемый в чашечке затвора зубом выбрасывателя (расположен слева).

В большинстве случаев выбрасыватель представляет собой деталь в виде крючка с зацепом («зубом»), служащим для захвата гильзы, которая может перемещаться относительно затвора для того, чтобы заскочить за закраину гильзы, или заскочить в её кольцевую проточку, после прихода затвора в крайне переднее положение. Для надёжности захвата гильзы выбрасыватель поджимается к ней пружиной.
Конструктивное оформление механизма удаления гильз в большой степени зависит от конструкции конкретного образца оружия, в частности — типа затвора и механизма подачи патронов.

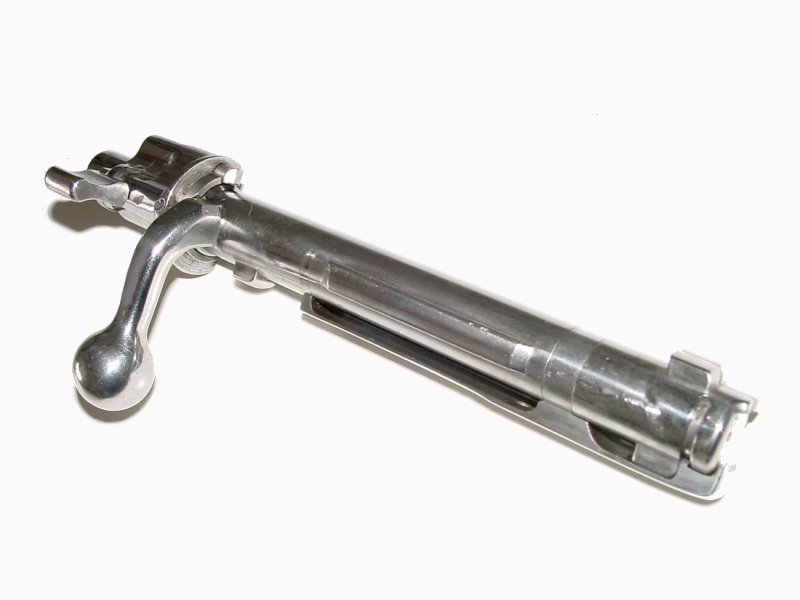
Затвор магазинной винтовки Маузера. Хорошо виден массивный выбрасыватель с зубом, расположенный на фото снизу.

- В неавтоматическом оружии извлечение гильзы происходит после полного истечения пороховых газов из канала ствола, поэтому не требует большого усилия. Например, в винтовке обр. 1891/30 гг. оно колеблется от 0 до 11 кг. Если затруднения в экстракции и происходят, то как правило при разрыве или деформации гильзы, повреждении или засорении патронника, а также низком качестве его обработки.

- В автоматическом оружии условия работы данного механизма зависят от конкретного принципа его функционирования:

- В системах, основанных на отдаче свободного и, отчасти, полусвободного затвора, экстракция происходит при сравнительно высоком давлении в канале ствола, а по сути — за счёт него, так как именно давление пороховых газов на донце гильзы обеспечивает работу автоматики в этих системах. Выбрасыватель, таким образом, в извлечении гильзы участия практически не принимает и служит в таком оружии главным образом для удержания гильзы до встречи с отражателем, что повышает надёжность работы механизма, а также извлечения осечных патронов вручную и разряжания оружия. Большинство образцов такого рода сохраняют работоспособность и при отсутствии выбрасывателя. Существовали даже отдельные серийные модели оружия со свободным затвором, не имевшие выбрасывателя (малокалиберные винтовки Gevelot Gevarm, пулемёт Блюма), и при этом сохранявшие полную работоспособность (правда, удаление из ствола осечного патрона уже вызывало затруднения — для него имелся отдельный от затвора ручной выбрасыватель).

- В системах, использующих для работы автоматики короткий ход ствола и отвод пороховых газов, экстракция производится при наличии лишь небольшого остаточного давления пороховых газов в канале ствола. Однако, как показывает опытная стрельба с удалённым выбрасывателем, этого давления хватает для успешного удаления гильз из патронника, особенно при условии их предварительной смазки, таким образом, и в этом случае выбрасыватель по сути лишь повышает надёжность этой операции и служит для удаления патрона из патронника вручную.

- В системах с длинным ходом ствола извлечение гильзы производится после полного истечения пороховых газов, поэтому в них выбрасыватель является важнейшей деталью.

Конструктивное оформление отражателя всецело зависит от его типа (см. ниже).

## Типология

### Типология выбрасывателей

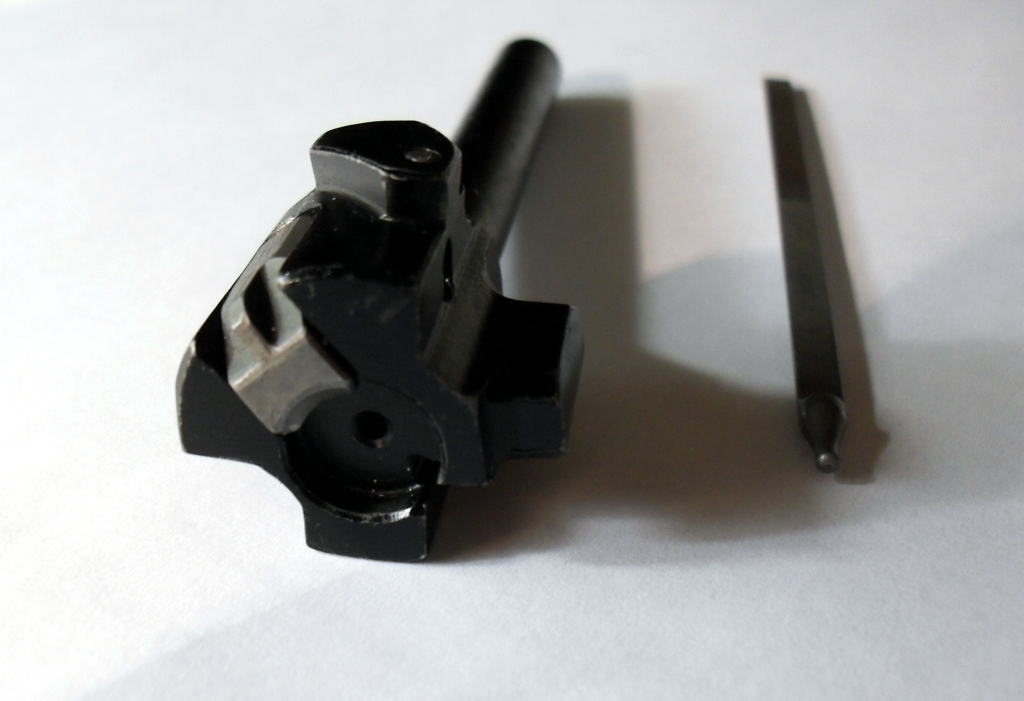
Затвор (поворотная боевая личинка затвора) автомата АК74. На переднем срезе затвора расположена чашечка с подпружиненным выбрасывателем.

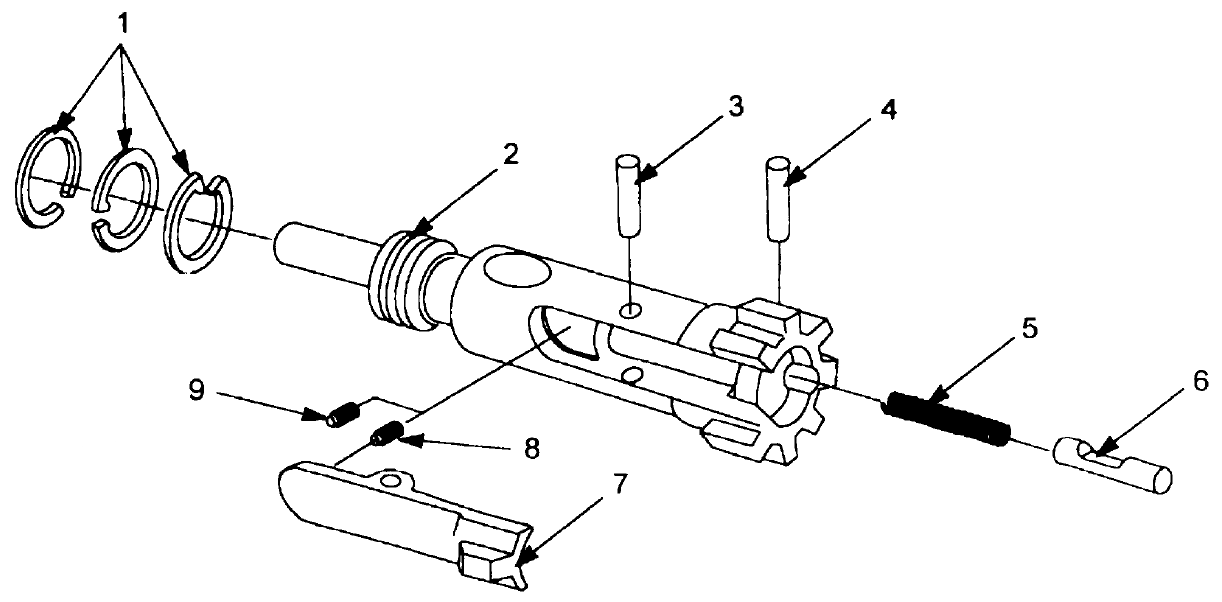
Затвор винтовки М16 имеет подвижно закреплённый выбрасыватель (7), связанный с ним при помощи оси (3) и приводимый в действие пружиной (8 и 9).

По принципу действия выбрасыватели подразделяют на:
- Перемещающиеся совместно с затвором в течение всего цикла выстрела;
- Перемещающиеся независимо от движения затвора.

Первый тип наиболее распространён в системах с продольно-скользящим затвором, в наше время наиболее часто встречающихся. По конструкции выбрасыватели этого типа делят на:
- Выбрасыватели, жёстко связанные с затвором.

Этот тип используется в системах с непрямой подачей патронов в патронник, отличается наибольшей надёжностью работы (пулемёт Максима и так далее). Обычно такой выбрасыватель представляет собой два вертикальных паза в краях чашечки затвора, удерживающих закраину патрона. Патрон и его стрелянная гильза перемещаются в этом случае вертикально, сверху вниз, так как продольное и поперечное перемещение патрона относительно затвора в то время, когда его закраина удерживается жёстким выбрасывателем, исключено.
- Выбрасыватели, подвижно связанные с затвором.

Этот тип подразумевает подпружиненный выбрасыватель, смонтированный в специальном гнезде на затворе или боевой личинке затвора, и применяется как при прямой, так и при непрямой подаче патронов (АК, СВД, M14, и так далее).
По характеру движения:
- Вращательного движения;

- С опорой на ось (АК);
- Соединяющие с затвором при помощи специального выступа (ПМ);

- Поперечного движения, перемещающиеся в специальных пазах затвора, перпендикулярных каналу ствола (ППШ).

Также выбрасыватель может быть исполнен в виде одной детали из пружинной стали, в этом случае его работа целиком обеспечивается за счёт его изгиба (MP40, Mauser 98).
В системах с поперечно-скользящими или качающимися затворами выбрасыватели, как правило, смонтированы и перемещаются независимо от затвора. В таком случае они обычно приводятся в действие деталью, которая является в данной системе ведущим звеном автоматики оружия (затворной рамой или подвижным стволом), и связаны с ней при помощи рычажной передачи. Были случаи применения отдельного от затвора выбрасывателя и в оружии с продольно-скользящим затвором, например — в пулемёте Блюма под малокалиберные патроны, но в нём экстрактор служил исключительно для удаления из патронника осечных патронов, причём привод его осуществлялся вручную стрелком при снятом магазине (что было приемлемо для этого учебно-тренировочного оружия, не предназначенного для боевого применения).

### Типология отражателей

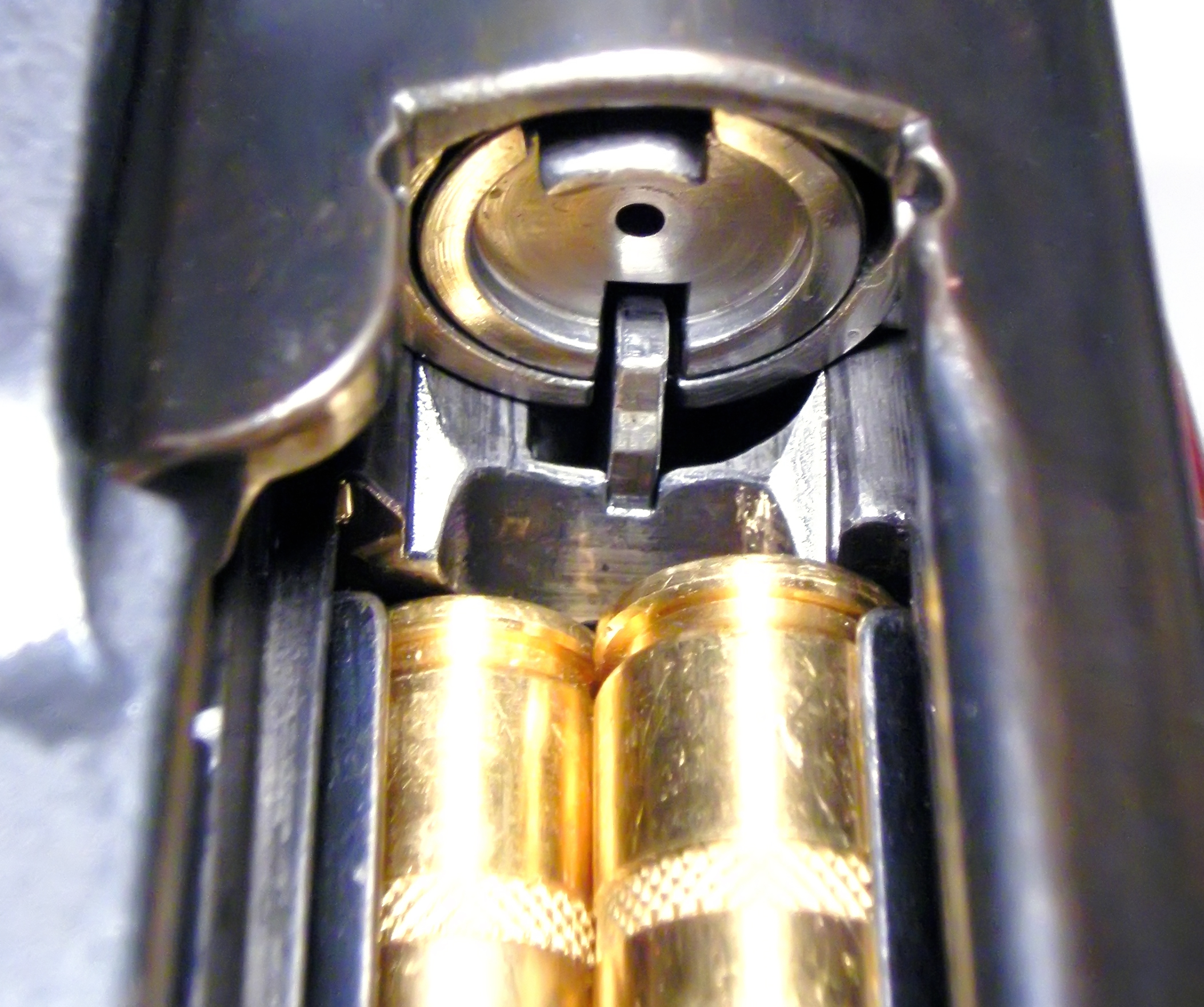
Отражатель винтовки Шмидта-Рубина, проходящий через продольный паз снизу на затворе.

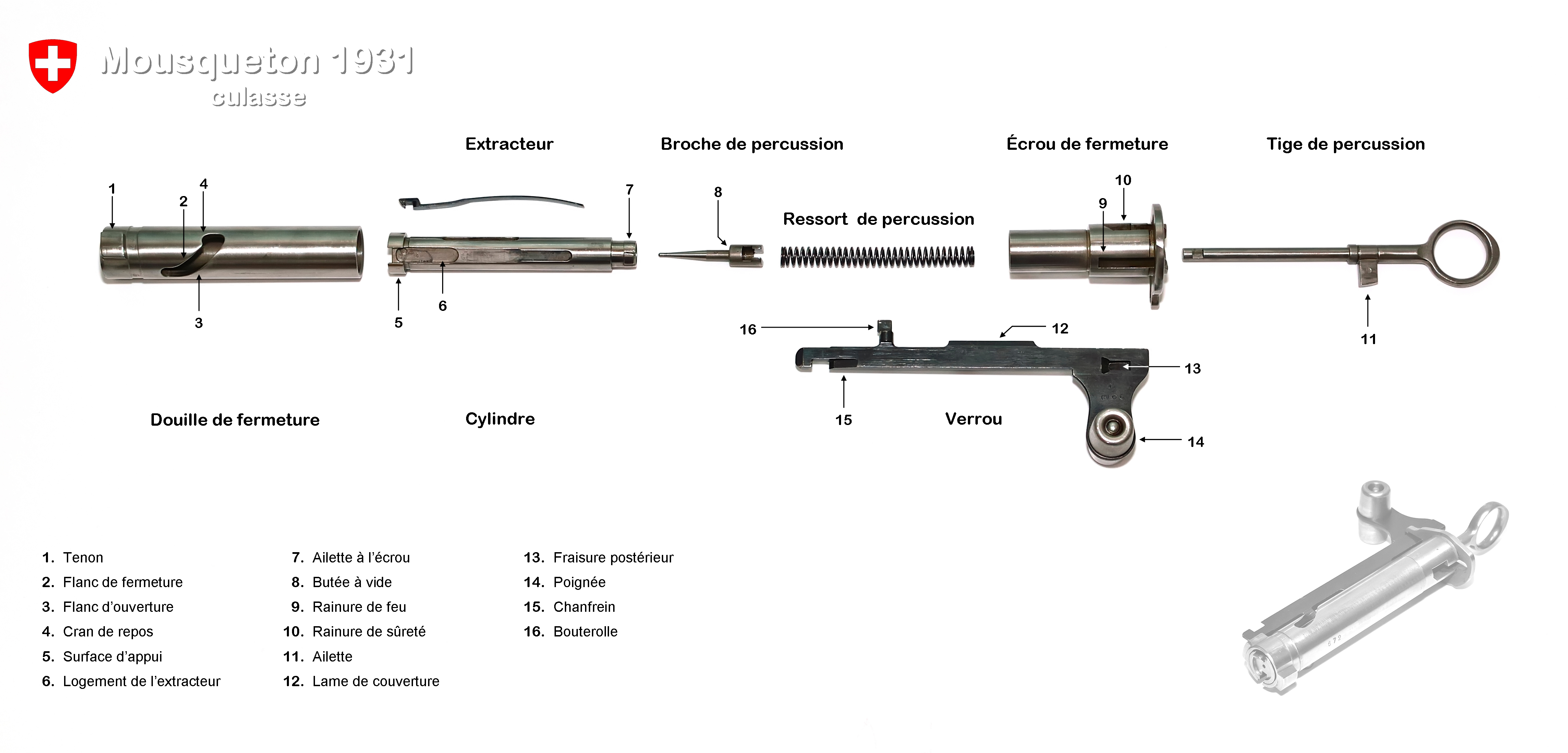
Отражатель винтовки

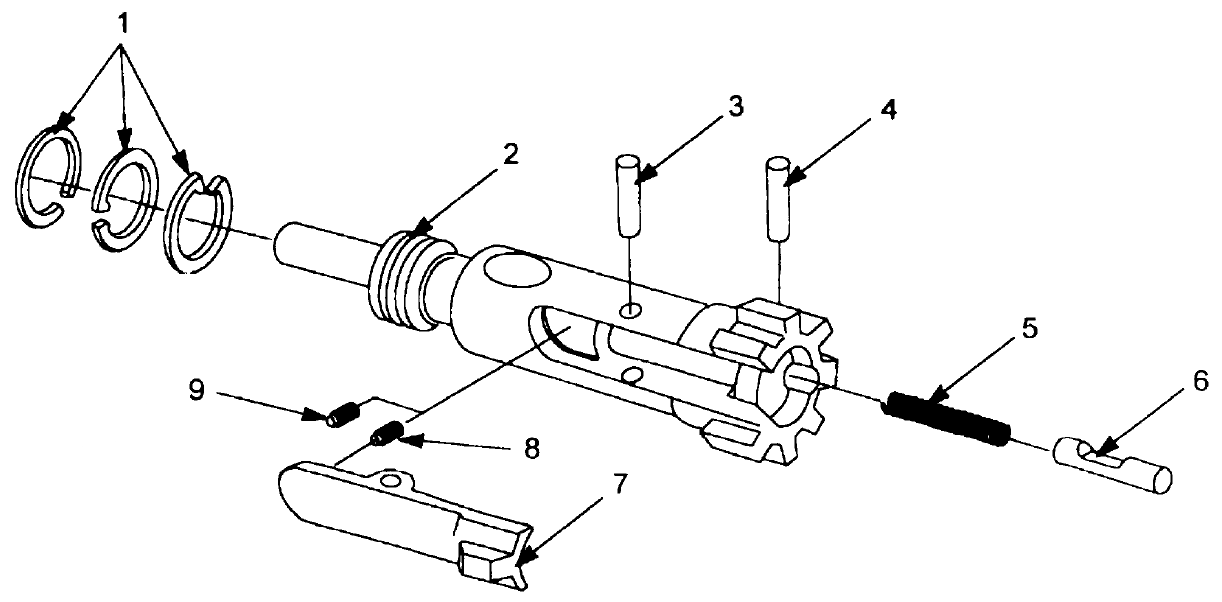
Затвор винтовки М16 несёт на себе пружинный отражатель (6), приводимый в действие пружиной (5). Шпилька (4) ограничивает его продольное перемещение, не давая ему выпасть.

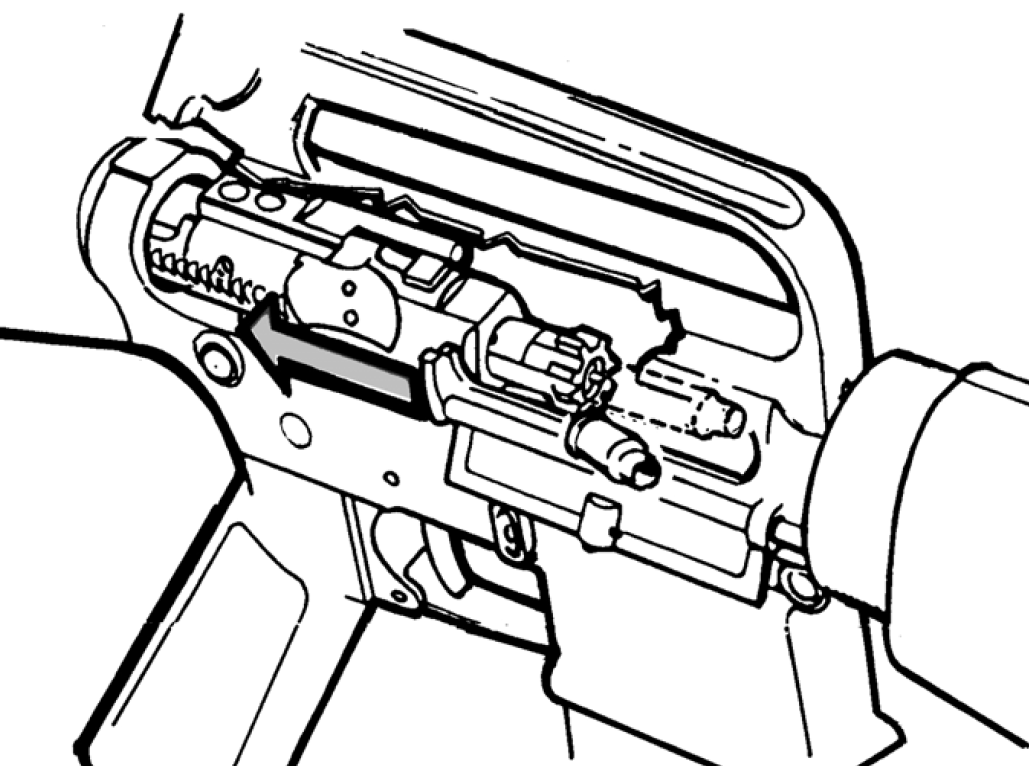
Отражатель М16 в работе.

Различают отражатели жёсткие и пружинные:
- Жёсткие отражатели связаны с неподвижными деталями оружия или взаимодействуют с ними. В этом случае отражение гильзы производится жёстким ударом, на который расходуется часть кинетической энергии затвора. Жёсткие отражатели просты по своему устройству, но их работа характеризуется возникновением резких толчков.

Различают три разновидности жёстких отражателей:
- Отражатели, наглухо прикреплённые к неподвижным деталям оружия (АК и многие другие образцы лёгкого стрелкового оружия);
- Стрежневые отражатели, выполненные в виде стержней, свободно перемещающихся в отверстии затвора (пулемёт СГМ) или оформленные в виде направляющего стрежня возвратно-боевой пружины (ППС и некоторые другие модели пистолетов-пулемётов);
- Складные отражатели, соединяемые с неподвижными деталями шарнирно и приближаемые к оси затвора за счёт воздействия на них пружины непосредственно во время отражения гильзы (пулемёт ДПМ).

- Пружинные отражатели встречаются двух видов[1]:

- С пружиной, закреплённой на неподвижной детали оружия. Часто в этой роли используется пружина буфера затвора; в этом случае при приходе затвора в заднее положение стержень отражателя ударяется о затворный буфер и приводится этим ударом в действие (пулемёт ДШК). Вариантом такого отражателя является ударниковый отражатель: у ударника боёк исполнен намного длиннее для выхода за пределы зеркала затвора, сам ударник постоянно поджат боевой пружиной (карманные пистолеты Браунинга FN-1906, FN-1910 и другие).
- С пружиной, связанной с подвижными деталями оружия. В этом случае для приведения отражателя в действие предусмотрена отдельная пружина, поджимаемая при подаче патрона в патронник, а после экстракции стреляной гильзы распрямляющаяся и за счёт запасённой энергии удаляющая гильзу за пределы оружия (ПТРД, многие образцы оружия производства США).

В последнем случае преимущество состоит в том, что на отражение гильзы вообще не затрачивается энергии подвижных частей оружия. Однако сжатие пружины отражателя при движении подвижной системы вперёд отнимает у неё часть энергии и может стать причиной нарушения работы автоматики из-за недохода затвора в переднее положение при загрязнении оружия, то есть, снижает надёжность его действия.
Кроме того, пружинные отражатели в целом имеют более сложную конструкцию, а при интенсивной стрельбе пружина может быстро потерять свои свойства, что также снижает надёжность.

## В охотничьем оружии
Экстрактор охотничьих ружей «переламывающегося» типа состоит из стальной пластинки, врезанной в казённый срез стволов до половины окружности каждого из них. Он укрепляется двумя прутками, двигающимися в высверленных для них между стволами ходах. Конец нижнего, более длинного прутка выходит за крючки затвора и упирается в особый выступ, укреплённый в конце колодки, или цевьё. При откидывании стволов выступ выпирает пруток, и экстрактор выдвигает гильзу настолько, что её можно вынуть пальцами или, если гильза туга, особым крючком с лапками, захватывающими гильзу за ободок (подобное приспособление может быть на рукояти охотничьего ножа). Задвигается экстрактор простым упором в колодку при закрывании стволов.
Экстрактор, приспособленный не только к выдвиганию гильзы, но и к выбрасыванию её из ствола, называется эжектором, или выбрасывателем. Обыкновенно эжектор делается разделённым пополам и, соединяясь с ударной (замочной) системой, выбрасывает гильзу только того ствола, из которого был сделан выстрел, другая же его половина в таком случае лишь выдвигает нестреляную гильзу. Как для экстракторов, так и для эжекторов имеются несколько систем. Обычно эжектор выполняется с возможностью отключения, так как в некоторых случаях выбрасывание гильзы за пределы оружия нежелательно (многие охотники переснаряжают гильзы, к тому же в некоторых странах или в отдельных охотхозяйствах, на стрельбищах, и т.д. могут требовать собирать стреляные гильзы для предотвращения замусоривания ими территории).
В самых старинных ружьях, обычно — выпущенных в XIX веке, а также самых первых военных однозарядных винтовках под патроны с металлическими гильзами, экстракция стреляных гильз производилась стрелком вручную, либо при помощи пальцев, либо при помощи ручного экстрактора, представляющего собой металлическую вилку с двумя или тремя крючками (также см. статью, посвящённую ручным экстракторам).

## В револьверах

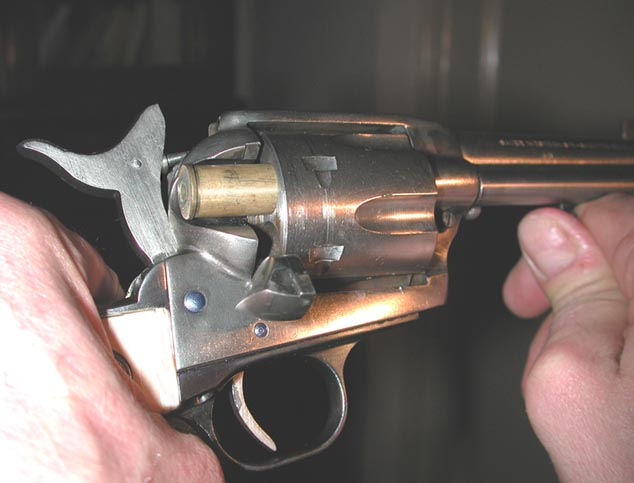
Экстракция гильз из револьверного барабана вручную при помощи шомпола.

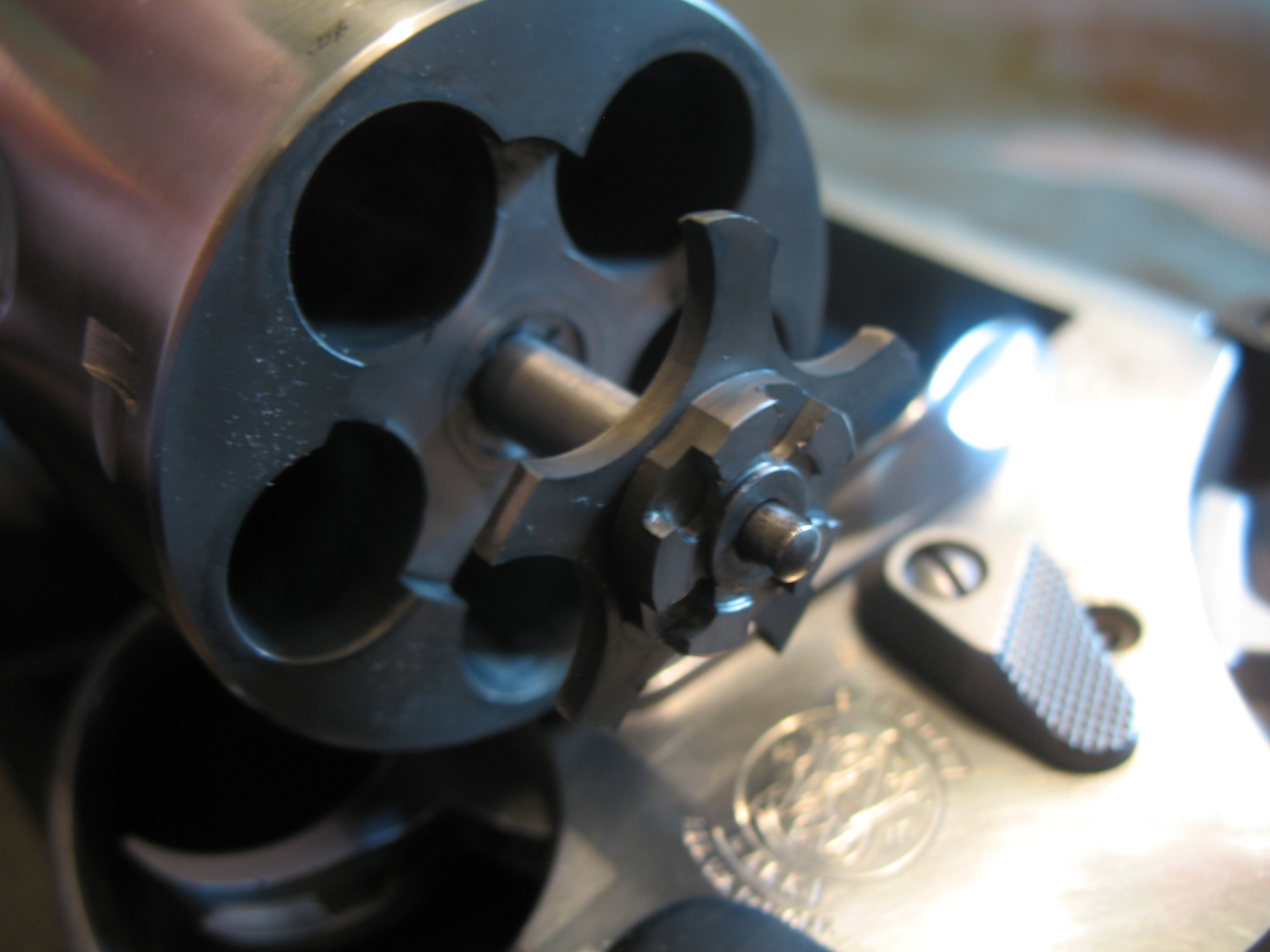
Экстрактор для одновременного извлечения гильз из барабана (револьвер Smith&Wesson).

В револьверах экстракция гильз может осуществляться по одной вручную шомполом, обычно закреплённым на оружии (в старинных, ныне не используемых моделях или например револьвер Нагана) либо одновременно, при помощи так или иначе организованного механического устройства.
Как правило одновременная экстракция гильз осуществляется либо при «переламывании» рамы револьвера (пример — 4,2-линейный револьвер системы Смита-Вессона), либо при откидывании барабана вбок (показано на второй иллюстрации справа).